# Aphycus pallidus
Aphycus pallidus är en stekelart som beskrevs av Trjapitzin 1962. Aphycus pallidus ingår i släktet Aphycus och familjen sköldlussteklar.
Artens utbredningsområde är Armenien. Inga underarter finns listade i Catalogue of Life.